# Tournament of Champions 2012
Het eindejaarstennistoernooi Tournament of Champions (officieel Qatar Airways Tournament of Champions) van 2012 vond plaats van 30 oktober tot en met 4 november 2012 in de Bulgaarse hoofdstad Sofia. Er werd gespeeld op hardcourt-binnenbanen. Er werd alleen een enkelspeltoernooi gespeeld.
De zes hoogst gerangschikte speelsters die in het afgelopen seizoen minstens één toernooi in de categorie International wonnen en niet deelnamen aan de WTA Tour Championships, waren automatisch gekwalificeerd voor het toernooi. Daarnaast werden door de organisatie twee wildcards uitgereikt – dit jaar gingen deze naar Maria Kirilenko (op grond van haar twee finaleplaatsen, in Pattaya en New Haven) en Tsvetana Pironkova (de beste speelster uit het 'eigen land', Bulgarije). Reservespeelster Sofia Arvidsson verving Maria Kirilenko, die na twee partijen moest opgeven.
Anders dan vorig jaar werd er gespeeld met een eerste ronde bestaande uit groepswedstrijden, gevolgd door een halve finale en finale. De formule werd aldus gelijkgetrokken met die van de WTA Tour Championships. De organisatie in Sofia volgde evenwel niet de gewoonte om de groepen met een kleur aan te duiden. De gebruikte namen Serdika en Sredets zijn historische aanduidingen voor de stad Sofia.
Titelhoudster Ana Ivanović had dit seizoen geen International-toernooi gewonnen, en was derhalve niet gekwalificeerd tot deelname. Het tweede reekshoofd Nadja Petrova uit Rusland won het toernooi. Ze versloeg in de finale de als eerste geplaatste Deense Caroline Wozniacki in twee sets. Petrova wist voor het eerst in haar carrière het Tournament of Champions op haar naam te schrijven. Het was haar dertiende WTA-titel, de derde in 2012.

## Enkelspel

### Geplaatste speelsters
| nr. | speelster          | WTA- ranking | rechtgevende toernooiwinst | groep   | prestatie    |
| --- | ------------------ | ------------ | -------------------------- | ------- | ------------ |
| 1.  | Caroline Wozniacki | 11           | Seoel                      | Serdika | finale       |
| 2.  | Nadja Petrova      | 13           | Rosmalen                   | Sredets | winnares     |
| 3.  | Maria Kirilenko    | 15           | wildcard                   | Sredets | opgave       |
| 4.  | Roberta Vinci      | 16           | Dallas                     | Serdika | halve finale |
| 5.  | Hsieh Su-wei       | 25           | Kuala Lumpur Guangzhou     | Serdika | eerste ronde |
| 6.  | Zheng Jie          | 29           | Auckland                   | Sredets | eerste ronde |
| 7.  | Daniela Hantuchová | 32           | Pattaya                    | Serdika | eerste ronde |
| 8.  | Tsvetana Pironkova | 44           | wildcard                   | Sredets | halve finale |
| ALT | Sofia Arvidsson    | 41           | Memphis                    | Sredets | eerste ronde |

- Kaia Kanepi (WTA-19), die het toernooi van Estoril won, nam niet deel wegens blessure.[4]
- Venus Williams (WTA-24), die het toernooi van Luxemburg won, nam niet deel wegens verplichtingen elders.[4]

### Prijzengeld en WTA-punten
| Resultaat              | Prijzengeld    | WTA-punten |
| ---------------------- | -------------- | ---------- |
| winnares               | R1 + $ 190.000 | R1 + 195   |
| finale                 | R1 + $ 65.000  | R1 + 75    |
| halve finale           | R1 + $ 10.000  | R1         |
| eerste ronde (3 zeges) | $ 80.000       | 180        |
| eerste ronde (2 zeges) | $ 65.000       | 145        |
| eerste ronde (1 zege)  | $ 50.000       | 110        |
| eerste ronde (0 zeges) | $ 35.000       | 75         |

- R1 = de opbrengst van de eerste ronde
(groepswedstrijden).
- Haar foutloze parcours leverde de winnares
$ 270.000 en 375 punten op.

### Halve finale en finale
|  | Halve finale | Halve finale       | Halve finale  | Halve finale | Halve finale |               |                    | Finale | Finale | Finale | Finale | Finale |
|  |              |                    |               |              |              |               |                    |        |        |        |        |        |
|  | 1            | Caroline Wozniacki | 6             | 6            |              |               |                    |        |        |        |        |        |
|  | 8            | Tsvetana Pironkova | 4             | 1            |              |               |                    |        |        |        |        |        |
|  | 8            | Tsvetana Pironkova | 4             | 1            |              | 1             | Caroline Wozniacki | 2      | 1      |        |        |        |
|  |              |                    |               |              |              | 1             | Caroline Wozniacki | 2      | 1      |        |        |        |
|  |              | 2                  | Nadja Petrova | 6            | 6            |               |                    |        |        |        |        |        |
|  | 4            | 2                  | Nadja Petrova | 6            | 6            | Roberta Vinci | 7                  | 1      | 4      |        |        |        |
|  | 4            |                    |               |              |              | Roberta Vinci | 7                  | 1      | 4      |        |        |        |
|  | 2            | Nadja Petrova      | 6             | 6            | 6            |               |                    |        |        |        |        |        |

| Legenda | Legenda                  |
| ------- | ------------------------ |
| Q       | Qualifier                |
| WC      | Deelname via wildcard    |
| LL      | Lucky Loser              |
| r       | Opgave / trok zich terug |
| w/o     | Walk-over                |
| Alt     | Alternate                |
| SE      | Special Exempt           |
| PR      | Protected Ranking        |
| d       | Diskwalificatie          |

### Groepswedstrijden

#### Groep Serdika

##### Resultaten
| wedstrijd              | wedstrijd | wedstrijd              | score        |
| Roberta Vinci (4)      | –         | Daniela Hantuchová (7) | 6-1 6-2      |
| Caroline Wozniacki (1) | –         | Hsieh Su-wei (5)       | 6-2 6-2      |
| Caroline Wozniacki (1) | –         | Roberta Vinci (4)      | 6-3 6-1      |
| Caroline Wozniacki (1) | –         | Daniela Hantuchová (7) | 3-6 7-64 6-4 |
| Roberta Vinci (4)      | –         | Hsieh Su-wei (5)       | 6-1 6-2      |
| Hsieh Su-wei (5)       | –         | Daniela Hantuchová (7) | 6-1 0-6 6-4  |

##### Klassement
| nr. | speelster          | partijen w-v | sets w-v | games w-v |
| 1.  | Caroline Wozniacki | 3-0          | 6-1      | 40-24     |
| 2.  | Roberta Vinci      | 2-1          | 4-2      | 28-18     |
| 3.  | Hsieh Su-wei       | 1-2          | 2-5      | 19-35     |
| 4.  | Daniela Hantuchová | 0-3          | 2-6      | 30-40     |

#### Groep Sredets

##### Resultaten
| wedstrijd              | wedstrijd | wedstrijd              | score        |
| Tsvetana Pironkova (8) | –         | Zheng Jie (6)          | 2-6 6-4 7-64 |
| Nadja Petrova (2)      | –         | Zheng Jie (6)          | 6-3 6-3      |
| Maria Kirilenko (3)    | –         | Tsvetana Pironkova (8) | 6-1 6-4      |
| Nadja Petrova (2)      | –         | Maria Kirilenko (3)    | 3-6 7-64 6-3 |
| Nadja Petrova (2)      | –         | Tsvetana Pironkova (8) | 5-7 6-1 6-3  |
| Sofia Arvidsson (9)    | –         | Zheng Jie (6)          | 5-1 (opgave) |

##### Klassement
| nr. | speelster          | partijen w-v | sets w-v | games w-v |
| 1.  | Nadja Petrova      | 3-0          | 6-2      | 45-32     |
| 2.  | Tsvetana Pironkova | 1-2          | 3-5      | 31-45     |
| 3.  | Sofia Arvidsson    | 1-0          | 0-0      | 5-1       |
| 4.  | Zheng Jie          | 0-3          | 1-4      | 23-32     |
| —   | Maria Kirilenko    | 1-1          | 3-2      | 27-21     |

## Bron
- (en)  Toernooischema WTA

2009 · 2010 · 2011 · 2012 · 2013 · 2014 · 2015 · 2016 · 2017 · 2018 · 2019 · 2020–2022 · 2023
Grand Slam: Australian Open · Roland Garros · Wimbledon · US Open
Olympische Spelen: Londen
Landenteams: Fed Cup · Hopman Cup